# Sextans A
Sextans A é uma galáxia anã irregular a aproximadamente 4.3 milhões de anos-luz na direção da constelação de Sextans. Ela é um dos membros mais distantes do Grupo Local e tem uma forma peculiar de um quadrado. Em sua formação ocorreram muitas supernovas e o resultado é a sua forma.